# موزه اسپرانتو

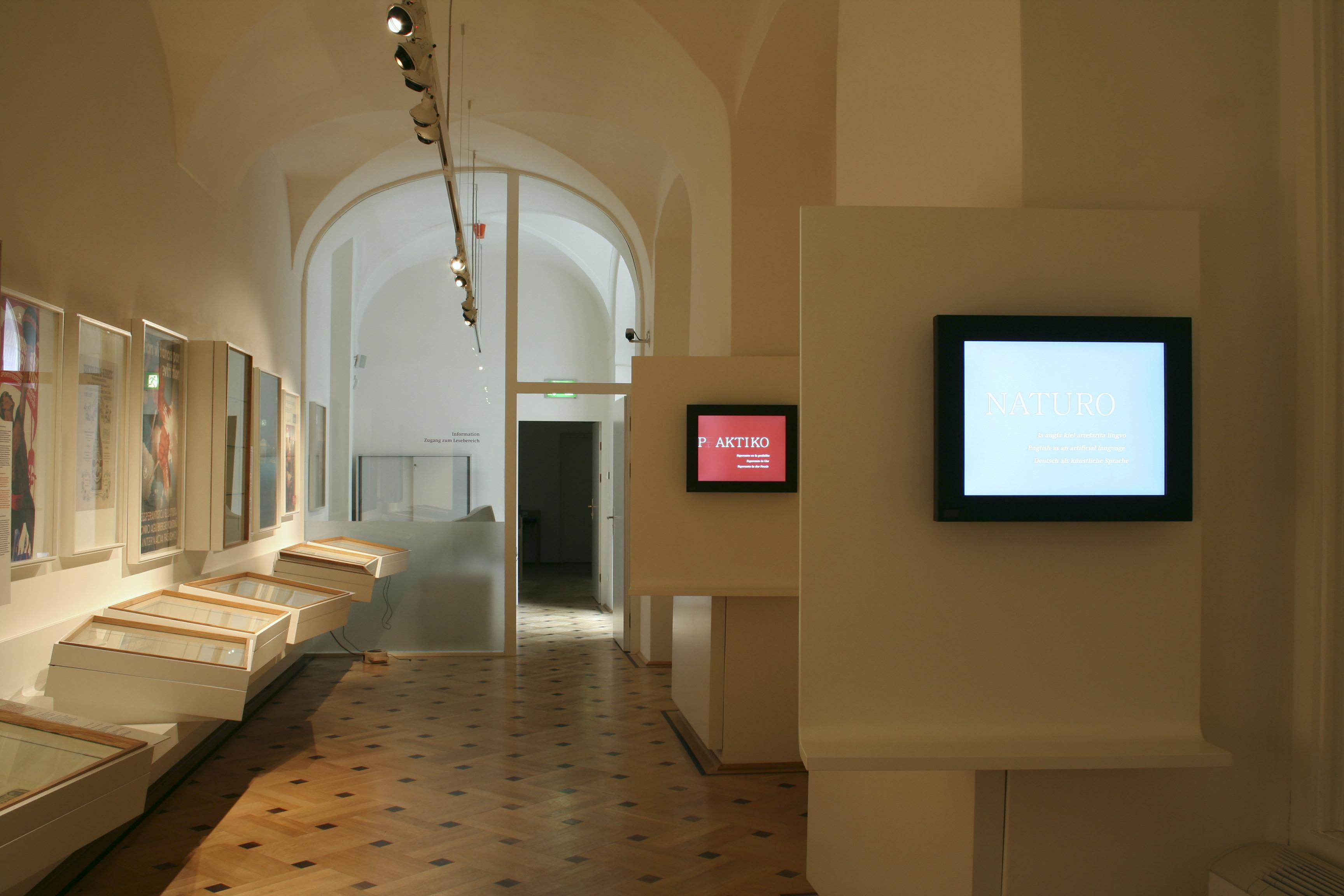
سبک معماری باروک

موزهٔ اسپرانتو (به اسپرانتو: Esperantomuzeo) (به آلمانی: Esperantomuseum)، که محل نگه‌داری از منابع گوناگون مربوط به زبان فراساخته‌ی اسپرانتو است، در شهر وین، پایتخت کشور اتریش، در سال ۱۹۲۷ توسط هوفرات هوگو اشتاینر تأسیس شد و در سال ۱۹۲۸ به‌عنوان مجموعه‌ای مستقل تبدیل به بخشی از کتابخانهٔ ملی اتریش گردید. این موزه امروزه کتاب‌خانه، مرکز اسناد و آرشیو نیز هست. در حال حاضر (اکتبر ۲۰۱۵) این موزه دربردارندهٔ بزرگ‌ترین مجموعه از اسناد و مدارک مربوط به زبان‌های مصنوعی در جهان و یک کتاب‌خانهٔ پژوهشی زبان‌شناختی برای طراحی زبان است. از سال ۲۰۰۵، دپارتمان زبان‌های فراساخته و موزهٔ اسپرانتو، (به اسپرانتو: Kolekto por Planlingvoj kaj Esperantomuzeo)، (به آلمانی: Sammlung für Plansprachen und Esperantomuseum) به کاخ مولارد-کلاری (به آلمانی: Palais Mollard-Clary) در مرکز شهر وین، که به سبک باروک ساخته شده است، منتقل گردید.
موارد موجود در این موزه بیش از ۳۵۰۰۰ کتاب، ۲۵۰۰ نشریه، ۳۰۰۰ صنایع فرهنگی، ۵۰۰۰ دست‌نویس، ۲۲۰۰۰ عکس و نگاتیو عکاسی، ۱۲۰۰ پوستر و ۴۰۰۰۰ کتاب‌چه و بروشور است. در این موزه در کل، حدود ۵۰۰ زبان فراساخته‌ی گوناگون مستندسازی شده‌اند که مهم‌ترین‌شان اسپرانتو و اینترلینگوا است.